# بلمی بسوی ساحل
بلمی به‌سوی ساحل فیلمی به کارگردانی و نویسندگی رسول ملاقلی‌پور محصول سال ۱۳۶۴ است. در سال ۱۳۶۵، بلمی به‌سوی ساحل بیش از ۱ میلیون و ۴۷۸ هزار مخاطب را به خود جذب کرد تا هشتمین فیلم پرتماشاگر و پرفروش سال لقب بگیرد. این فروش بالا، راه فیلمسازی ملاقلی پور در بخش خصوصی و خروج از حوزه هنری در سالهای بعد را فراهم کرد. 

## خلاصه داستان
در اواخر مهر ماه ۱۳۵۹، هنگامی که خرمشهر در خطر سقوط قرار دارد، یک گردان از پاسداران به فرماندهی مرتضی برای کمک به رزمندگان این شهر از تهران حرکت می‌کند و چون جاده‌های آن حوالی در دست عراقی هاست، آنان بایستی از بندر ماهشهر به وسیله هلیکوپتر خود را به خرمشهر برسانند اما کوشش او برای در اختیار گرفتن هلیکوپتر ناکام می‌ماند و مرتضی گردانش را با یک لنج از طریق خلیج فارس به خرمشهر می‌رساند. او و گردانش یک روز پس از سقوط خرمشهر به آنجا می‌رسند. طی نقشه ای، مرتضی همراه دو تن از بازماندگان رزمنده در خرمشهر شبانه به کمک یک بلم از کارون می‌گذرد و به مواضع دشمن نفوذ می‌کنند تا با تهیه نقشه از استحکامات دشمن در خرمشهر آمادگی اطلاعاتی لازم جهت ضربه زدن به عراقی‌ها بدست آید. آن‌ها از کارون می‌گذرند و طی چند روز اقامت در خرمشهر، با لباس عراقی‌ها اطلاعات لازم را بدست می‌آورند. اما چون عراقی‌ها از وجود آن‌ها باخبر می‌شوند ناچار بازمی‌گردند و شب هنگام، بر اثر درگیری با عراقی‌ها همراهان مرتضی کشته می‌شوند و مرتضی آنان را به وسیله همان بلم به آن سوی کارون می‌رساند.

## بازیگران
- خسرو ضيايی
- عطاءاله سلمانیان
- بهزاد بهزادپور
- جعفر دهقان
- فرید کشن فلاح
- اکبر منصور فلاح
- سعید سیدزاده
- عباس زارع
- صابر جهش
- منوچهر فرزانه
- رضا قبله ای
- حسین ناهی
- حمید شریفی
- طاهر سعیدی
- حسین محرم
- ناصر البرزی
- داوود رسولیان
- علیرضا خط روش
- حسین حسینی قره بابا
- ناصر سواری

## نسخه مرمت شده
نسخه مرمت شده فیلم سینمایی بلمی به سوی ساحل به مناسبت پانزدهمین سالروز درگذشت کارگردان آن برای اولین بار در ۱۴ اسفند ۱۴۰۰ در سینماتک خانه هنرمندان ایران نمایش داده شد.